# Opduin (Schiermonnikoog)
Opduin is een monumentale villa aan de Badweg in Schiermonnikoog.

## Geschiedenis

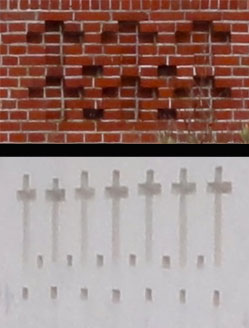
Details van de gevelversieringen

Opduin werd oorspronkelijk in 1913 gebouwd als woonhuis aan de boulevard van Schiermonnikoog. Opdrachtgever waren Arnoldus Onnes, wijnhandelaar in Groningen en zijn echtgenote Allagonda Barghoorn. Door de afkalving van de noordzijde van het eiland is de boulevard in de Noordzee verdwenen. Om Opduin, evenals het nabijgelegen huis Anagber, te redden werd het huis tweemaal afgebroken en opnieuw opgebouwd. Sinds 1922 staat de vrijwel kubusvormige woning ten noorden van de Badweg en Anagber ten zuiden van de Badweg. Het huis werd tijdens de Tweede Wereldoorlog door de Duitsers gebruikt als munitieopslagplaats. Vanwege de staat waarin de woning verkeerde werd besloten om het pand geheel te restaureren. In 2008 werden de restauratiewerkzaamheden aan het pand voltooid. Ook de vensterluiken, die in de loop der tijd waren verdwenen, zijn weer aangebracht.
Het strakke gevelpatroon wordt gedecoreerd met kruisvormige uitsparingen in de pleisterlaag aan de voorzijde en in de bakstenen borstweringen. De woning is erkend als een rijksmonument.